# يوسف داي
يوسف داي (حوالي 1560 في طرابلس – 1637 في تونس) هو رابع دايات تونس، تولى المنصب من عام 1610 حتى وفاته.

## النشأة والوصول للحكم
ولد يوسف داي سنة 1560 في مدينة طرابلس الليبية والتّي كانت حينها تحت الحكم العثماني، وقد كان والده مصطفى التركي جندي في الجيش العثماني.
إتبع يوسف داي خطى والده فانظم للمليشيا التركية في تونس (والتّي كانت تحكم البلاد). اختير من قبل عثمان داي ليشغل عدة مناصب حتّى إنه فضله على أبنائه كما قام بتزويجه بإبنته. وقبل أن يتوفى، تمكن عثمان داي من إقناع الديوان بانتخاب يوسف كداي الديوان جديد على الإيالة التونسية، وقد قال فيه عند ترشيحه للولاية: «إذا أردتم الهناء والعافية فقدموا يوسف داي».

## فترة حكمه

### مساهمته في إنشاء السلالة المرادية
بعد وفاة رمضان باي (الذّي عينّه عثمان داي) سنة 1613، قرر يوسف داي تعيين مملوك كورسيكي إسمه مراد كباي جديد على تونس، وهو الذّي سيأسس فيما بعد السلالة المرادية والتي ستحكم تونس مدة 89 سنة.

### النهضة العمرانية

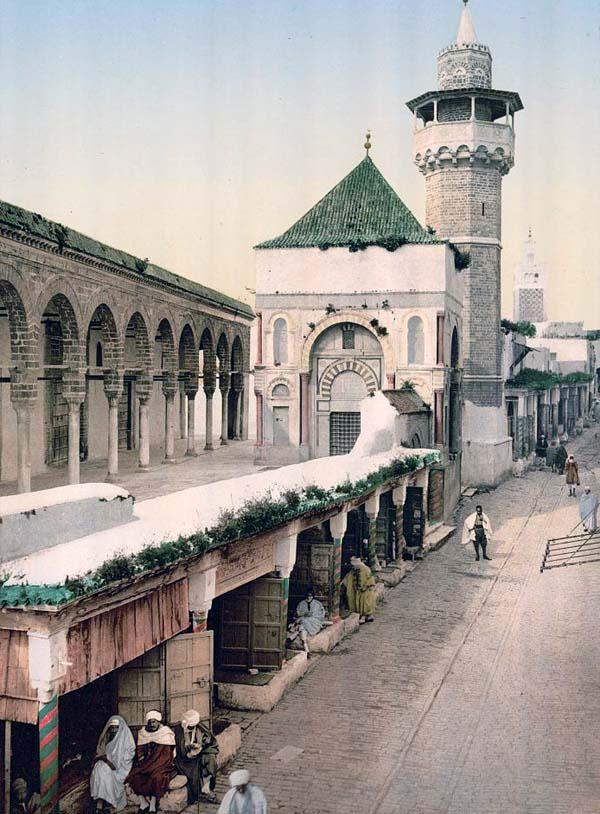
صومعة جامع يوسف داي سنة 1899

يتعبر يوسف أحد أهم الحكام الذّين أثروا على معمار مدينة تونس العتيقة، حيث أنّه أوّل من بنى مسجد على طريقة العمارة العثمانية في تونس وهو جامع يوسف داي الشهير سنة 1612 وألحق به مدرسة ملاصقة للمسجد.
لم يكتفي يوسف داي بالجامع، بل قام ببناء سلسلة من الأسواق تحيط به، وهي بالأساس سوق الترك وقد كانت تباع بها الأشياء الموروثة «تركة وجمعها ترك». ثم تخصصت في بيع الملابس التقليدية مثل الجبة والفرملة والصدرية والسروال. ومنتوجات الصناعات التقليدية المتنوعة. يمكن الوصول إلى هذه السوق عبر نهج سيدي بن عروس أو عبر أسواق الباي والبركة والكبابجية والقماش والعطارين. كما بنى سوق الكبابجية تسمى هذه السوق بسوق الكبابجية إشارة إلى الحرفيين الذين يقومون بصنع الكبائب «جمع كبة»، وتختص في تجارة الألبسة التقليدية، وهي موازية لسوق البركة وتؤدي إلى سوق الترك من ناحية وإلى سوق السكاجين من ناحية أخرى. أما السوق الأخيرة فهي السوق الجديد وقد أشرف على حفل تدشينها حمودة باشا سنة 1813. ولم تكن لهذه السوق تجارة خاصة وإنما أنشطة تجارية متنوعة.
فتح باب البنات بعد أن كان مسدودا وبنى سوقا خارجه لبيع الغزل وعمر ما بينه وبين دار الباشا من الدور وقد كان خرابا من آثار الحروب.كما قام بإصلاح الحنايا الحفصية لجلب الماء عليها للسقاية، وبناء قنطرة مجردة من ناحية طبربة وكانت من أجمل القناطر إتقانا وكان عليها برج.
من أفضاله أيضا بناء المواجل في الأماكن التي يقل فيها الماء.

### ترسيم الحدود مع الجزائر
كان يوسف داي يعطي مسألة رسم الحدود مع الجزائر أهمية قصوى، إذ لم يكن وضعها آمنا من جرّاء علاقات الصراع التي سادت بشكل شبه متواصل مع دايات الجزائر. ففي 1612 برز أوّل خلاف مردّه قبيلة شنّوف التي كانت تنتقل تارة إلى المجال الجزائري وتارة أخرى إلى المجال التونسي. وأفرز هذا الخلاف أوّل إتفاق حدودي في 1614 جعل من وادي سراط حدّا طبيعيّا بين الإيالتين يصل إلى الرّأس الأشقر عند البحر، ثم إثر منواشات حصلت بين الطرفين تم تحديد حدود أخرى على مستوى واد ملاق.
و تمّ إبرام عقد إتفاقيّة حدوديّة ثاني سنة 1628 في محاولة لضبط الحدود بصفة جليّة ونهائيّة بين الإيالتين بعد حصول خلاف وقع بسببه قتال بين الطرفين، كانت الغلبة أول الأمر للعساكر التونسيين لكن وبسبب خيانة أولاد سعيد دارت الدائرة عليهم وانتهت المعركة بانتصار العسكر الجزائري فيما يعرف ب«واقعة السطارة» وهي منطقة تقع قرب الكاف، كان ذلك سنه 1627.

وبحسب مؤرخين معاصرين لتلك الفترة فإن المليشيا العثمانية في تونس كانت أقوى مليشيات المنطقة حيث ظمت قرابة 9,000 جندي من نخبة الإنكشارية، كما تم إنشاء فيالق خيالة من قبل القبائل المحليّة.

### القرصنة البحرية والعلاقات الخارجية
تطور الأسطول البحري في عهد يوسف داي وقويت شوكته حيث بلغ عدد المراكب خمسة عشر مركبا كبيرا دون احتساب المراكب الصغيرة. وكان للأسطول في البحر صيت وشهرة ومن أعظم رؤساء المراكب نذكر القبطان صمصوم وقبطان وردية. أما رئاسة البحر فقد عهد بها إلى أسطا مراد وقد ازدهر الجهاد بحي في عهده وربح غنائم كثيرة. فمثلا سنة 1616 كبد قراصنة تونس خسائر بقيمة مليوني فرنك لتجار مرسيليا.
كما وقعت حرب بين قراصنة تونس ومالطيين بعد ان استولى التونسيون على زوج أغربة مالطية وانتهت بانتصار قراصنة تونس.
و أخذ جزيرة جربة التي كانت تابعة لطرابلس على يد الشيخ سعيد أبي الجلود وهو أول من نصب شيخا عليها.
هذا وقد تم عقد أول معاهدة سياسية وعسكرية بين المملكة التونسية وهولندا في نوفمبر 1622 (ليست معاهدة تجارية). وفي نفس وقع طاعون عرف باسم وباء سيدي أبي الغيث القشاش، لأنه توفي به، ودام سنتين.

## الوفاة
مع تقدّم يوسف داي في السن، بدأ تأثيره يقل أمام الباي قوي حمودة باشا المرادي، ابن مراد باي الأول، والذّي بسط سيرطته تدريجيا على الديوان والمليشيا العثمانية. لكن رغم هذا تمكن من ضم جزيرة جربة إلى الإيالة التونسية عبر طرق ديبلوماسية، وللاحتفال بهذا قام بإنشاء سوق مخصص للتجّار إصيلي الجزيرة.
توفي يوسف سنة 1637 عن عمر يناهز 77 سنة، ودفن في تربة قرب المسجد الذّي بناه. وقام الديوان بانتخاب أسطا مراد كداي جديد خلفا له.

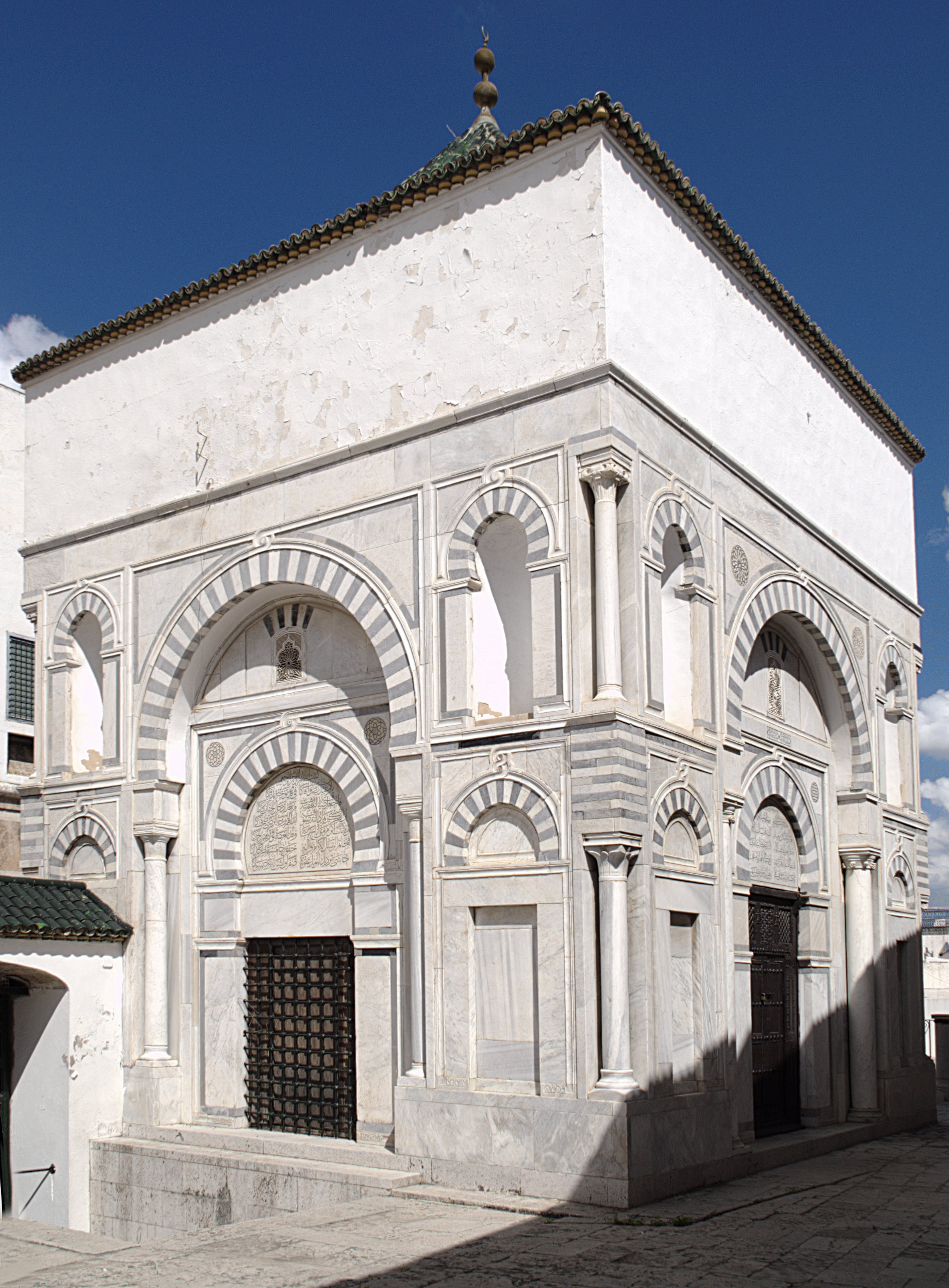
ضريح يوسف داي
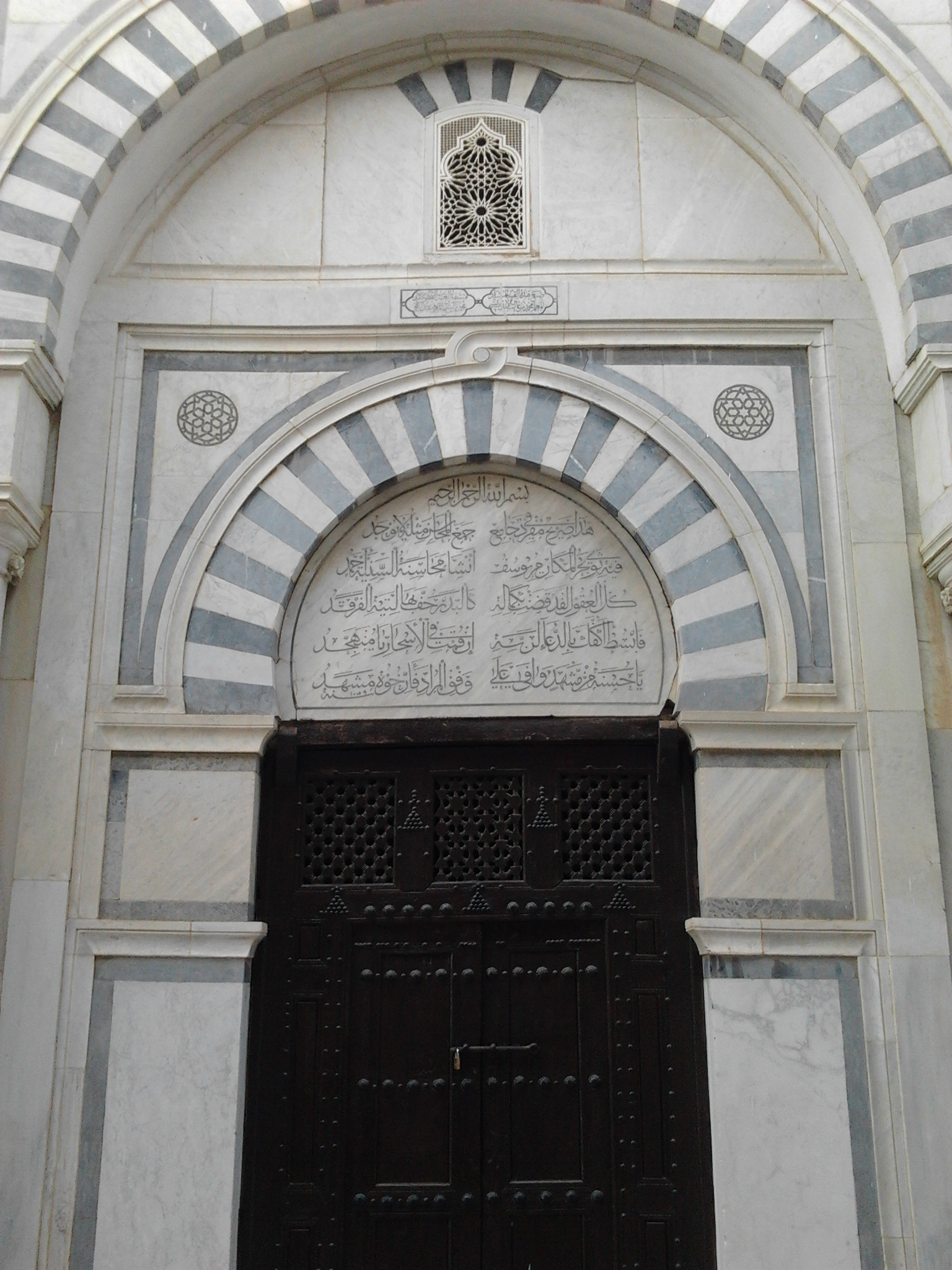
باب ضريح يوسف داي

## مقالات ذات صلة
- دايات تونس